# Ombres sur Tombstone
Ombres sur Tombstone est le 25e album de la série Blueberry édité par Dargaud éditeur en 1997. C'est la suite directe de l'album Mister Blueberry.

## Résumé
Blueberry, convalescent à cause des blessures par balles reçues, est veillé par Dorée Malone. Il reçoit Campbell, l'écrivain de Boston, et commence à lui raconter un épisode de son passé : huit mois après la fin de la guerre civile, il est ramassé ivre par une diligence amenant un pasteur et sa fille, accompagnés de militaires, se dirigeant vers son affectation de Fort Mescalero. En chemin, ils sont suivis par les Apaches, qui finissent par leur tendre une embuscade. Blueberry, assommé, constate à son réveil la disparition de tout le monde. Il parvient à trouver le campement indien. Le récit s'interrompt au moment où il intervient pour libérer le pasteur.
Pendant ce temps, un convoi d'argent du banquier Strawfield, protégé par des gardes armés, part de Tombstone. Le clan Clanton, déguisé en Indiens, l'attaque, tuant tout le convoi, à l'exception d'un homme, qui retourne prévenir la ville. Bill Clanton vient ensuite dans le saloon avec ses hommes et provoque Virgil Earp ; Wyatt Earp les interrompt et leur interdit de revenir armés en ville ; Bill lui dit être venu pour payer la caution de son frère Ike et lui fournit un alibi pour l'attaque.

### Documentation
- Arnie, « Plein les bottes », BoDoï, no 1,‎ octobre 1997, p. 43.